# Agrilus galazopos
Agrilus galazopos – gatunek chrząszcza z rodziny bogatkowatych i podrodziny Agrilinae.

## Taksonomia
Gatunek ten opisany został po raz pierwszy w 2019 roku przez Eduarda Jendeka i Oto Nakládala na łamach Journal of Asia-Pacific Entomology. Jako miejsce typowe wskazano północno-zachodnie okolice Louang Namtha w prowincji Louang Namtha na północy Laosu. Epitet gatunkowy pochodzi od greckiego galazopós, oznaczającego „niebieskawy” i odnosi się do barwy owada.

## Morfologia
Chrząszcz o wydłużonym, klinowatym w zarysie, wysklepionym ciele długości od 4,3 do 5,1 mm, z wierzchu głównie jednobarwnym. Głowa ma płytki wcisk środkowy, powierzchownie i gęsto pomarszczone ciemię, mniej więcej o połowę od niego węższe oczy i piłkowane począwszy od czwartego członu czułki. Czoło samców jest złocistozielone, samic zaś pomarańczowozłote lub karminowe. Poprzeczne przedplecze ma szeroko łukowaty płat przedni sięgający wysokości kątów przednich, proste, a przed ostrymi kątami tylnymi zafalowane brzegi boczne,  ostre i zaostrzone kąty tylne oraz zbieżne i połączone żeberka boczne. Na powierzchni przedplecza występuje wcisk środkowy i dwa głębokie i wąskie wciski boczne. Pokrywy pozbawione są żeberek barkowych i mają wierzchołki osobno lub wspólnie łukowate. Owłosienie pokryw jest dwubarwne. Przedpiersie ma duży płat przedni z wąsko, głęboko, łukowato wykrojoną krawędzią oraz lekko rozszerzony wyrostek międzybiodrowy o prostych brzegach bocznych i ostrych kątach. Wyrostek zapiersia jest wklęśnięty. Wierzchołkowa krawędź pygidium jest łukowata. Ostatni sternit odwłoka ma łukowato zafalowany rowek przykrawędziowy. Samiec ma symetryczny edeagus o płacie środkowym znacznie szerszym niż paramery.

## Rozprzestrzenienie
Owad orientalny, endemiczny dla Laosu, znany z prowincji Louang Namtha, Houaphan, Champasak i Attapu. Spotykany jest na rzędnych między 650 a 1870 m n.p.m.